# العلاقات المارشالية الناميبية
العلاقات المارشالية الناميبية هي العلاقات الثنائية التي تجمع بين جزر مارشال وناميبيا.

## مقارنة بين البلدين
هذه مقارنة عامة ومرجعية للدولتين:
| وجه المقارنة                                              | جزر مارشال                     | ناميبيا      |
| --------------------------------------------------------- | ------------------------------ | ------------ |
| المساحة (كم2)                                             | 181                            | 825.62 ألف   |
| عدد السكان (نسمة)                                         | 53.13 ألف                      | 2.53 مليون   |
| الكثافة السكانية (ن./كم²)                                 | 29.35 ألف                      | 3.06         |
| العاصمة                                                   | ماجورو                         | ويندهوك      |
| اللغة الرسمية                                             | لغة إنجليزية، اللغة المارشالية | لغة إنجليزية |
| العملة                                                    | دولار أمريكي                   | دولار ناميبي |
| الناتج المحلي الإجمالي (بليون دولار)                      | 199.40 مليون                   | 13.24 مليار  |
| الناتج المحلي الإجمالي (تعادل القوة الشرائية) بليون دولار | 207.25 مليون                   | 25.60 مليار  |
| الناتج المحلي الإجمالي الاسمي للفرد دولار أمريكي          | 3.38 ألف                       | 4.67 ألف     |
| الناتج المحلي الإجمالي للفرد دولار أمريكي                 | 3.80 ألف                       | 9.96 ألف     |
| مؤشر التنمية البشرية                                      |                                | 0.628        |
| رمز المكالمات الدولي                                      | +692                           | +264         |
| رمز الإنترنت                                              | .mh                            | .na          |
| المنطقة الزمنية                                           | ت ع م+12:00                    | ت ع م+02:00  |

## منظمات دولية مشتركة
يشترك البلدان في عضوية مجموعة من المنظمات الدولية، منها:
| علم المنظمة | اسم المنظمة                                 | تاريخ انضمام جزر مارشال | تاريخ انضمام ناميبيا |
| ----------- | ------------------------------------------- | ----------------------- | -------------------- |
|             | البنك الدولي للإنشاء والتعمير               | 21 مايو 1992            | 25 سبتمبر 1990       |
|             | يونسكو                                      | 30 يونيو 1995           | 2 نوفمبر 1978        |
|             | الاتحاد الدولي للاتصالات                    | 22 فبراير 1996          | 25 يناير 1984        |
|             | مؤسسة التمويل الدولية                       | 23 سبتمبر 1992          | 25 سبتمبر 1990       |
|             | منظمة الشرطة الجنائية الدولية               | ?                       | ?                    |
|             | الأمم المتحدة                               | 17 سبتمبر 1991          | 23 أبريل 1990        |
|             | مجموعة دول أفريقيا والكاريبي والمحيط الهادئ | ?                       | ?                    |
|             | منظمة حظر الأسلحة الكيميائية                | ?                       | ?                    |